# 尼崎市立中央中学校

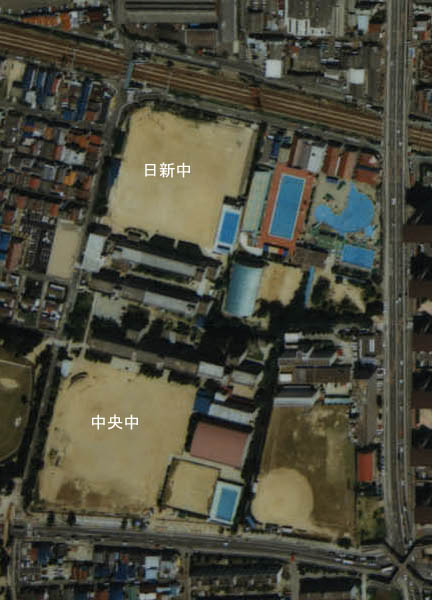
1985年の航空写真。現在の中央中は当時昭和中

尼崎市立中央中学校（あまがさきしりつ ちゅうおうちゅうがっこう）は、兵庫県尼崎市東七松町にある公立中学校。

## 概要
尼崎市立日新中学校が北側に隣接して設置されている。一般の公立中学校2校が隣同士に設置されているのは、日本全国をみてもかなり珍しい。（大阪府泉大津市立誠風中学校と泉大津市立東陽中学校・宮城県石巻市立門脇中学校と石巻市立石巻中学校記事も参照）
出初式の会場になっている。

## 沿革
- 2005年（平成17年）
  - 4月1日 - 昭和中学校と明倫中学校を統合し、尼崎市立中央中学校が開校。校舎は、昭和中学校跡を利用[1]。
  - 4月7日 - 着任式と最初の始業式挙行[1]。
  - 4月11日 - 第1回入学式と対面式挙行[1]。
  - 10月7日 - 開校式挙行。
- 2006年（平成18年）8月1日 - この日から2007年（平成19年）3月20日まで、第1期耐震補強工事実施[1]。
- 2007年（平成19年）12月25日 - この日から2008年（平成20年）3月31日まで、第2期耐震補強工事実施[1]。
- 2008年（平成20年）7月28日 - この日から2009年（平成21年）2月22日まで、第3期耐震補強工事実施[1]。
- 2010年（平成22年）
  - 1月18日 - この日から2010年（平成22年）3月31日まで、運動場改修工事実施[1]。
  - 12月20日 - 2011年（平成23年）3月4日まで、屋上防水とプール槽及びプールサイドシートの両改修実施[1]。
- 2011年（平成23年）8月12日 - 配電盤交換[1]。
- 2020年（令和2年）12月1日 - 難聴学級設置工事実施[1]。
- 2021年（令和3年）7月6日 - トイレ改修工事[1]。

## 部活動

### 運動部
- 野球部
- バレーボール部
- ソフトテニス部
- ソフトボール部
- 水泳部
- バスケットボール部
- 剣道部

### 文化部
- 吹奏楽部
- 美術部
- コンピューター部

## 校区
出典
- 尼崎市立難波小学校の通学区域
- 尼崎市立難波の梅小学校の通学区域
- 尼崎市立竹谷小学校の通学区域

## 周辺
- 尼崎市立日新中学校 - 校地北側に隣接。
- 岩塩温泉和らかの湯（スーパー銭湯） - 校地北東側に隣接。
- 尼崎市立橘公園 - 尼崎市道をはさんで、校地西側に隣接。
  - 阪神・淡路大震災「鎮魂の祈り」碑
- 尼崎市役所 - 橘公園と西側に隣接。
- 市政情報センター
- 尼崎市立芦原公園
  - 上記以外の公園も点在。
- 尼崎市立難波の梅小学校 - 尼崎市道「橘公園前」交差点をはさんで、対角線上に位置する。また、進学前小学校のひとつ。
- 尼崎市上下水道庁舎 - 岩塩温泉和らかの湯に隣接（東側）。
- 兵庫県道142号米谷昆陽尼崎線
- 尼崎市立あまよう特別支援学校
- 尼崎市立中央北生涯学習センター - あまよう特別支援学校と南側に隣接。
- JR西日本東海道本線（JR神戸線） - 線路は近いが、立花駅は離れている。
- このほか、くら寿司東七松店などの商業施設や中小規模のマンション・アパートなどの住宅施設も点在。

## アクセス
校地西側の正門までの距離
- 阪神バス「31」・「43」・「43−2」・「50」・「50−2」・「50−4」・「55」の各系統で、「橘公園」停留所下車後、
  - 阪神尼崎（「31」・「43」・「43-2」）・JR尼崎（「50」・「55」）・阪神杭瀬（「50-2」）方面行のりばから、徒歩約205m・約3分。
  - 阪急塚口（「31」）・宮ノ北団地（「43」）・武庫営業所（「43-2」）・阪神出屋敷（「50」）・武庫川（「50-4」）・阪急武庫之荘（「55」）方面行のりばから、徒歩約285m・約4分（「橘公園前」交差点にある歩道橋経由）。
- JR西日本（JR神戸線）立花駅から、徒歩約1.1km・約16分。

## 校区が隣接している学校
- 尼崎市立成良中学校
- 尼崎市立大成中学校
- 尼崎市立日新中学校
- 尼崎市立大庄北中学校
- 尼崎市立大庄中学校